# Chevagnes
Chevagnes ist eine französische Gemeinde mit 635 Einwohnern (Stand: 1. Januar 2022) im Département Allier in der Region Auvergne-Rhône-Alpes. Sie gehört zum Arrondissement Moulins und zum Kanton Dompierre-sur-Besbre.

## Lage
Die Gemeinde Chevagnes liegt am Acolin, etwa 17 Kilometer ostnordöstlich von Moulins in der Landschaft Sologne Bourbonnaise. Nachbargemeinden von Chevagnes sind La Chapelle-aux-Chasses im Norden, Paray-le-Frésil im Norden und Nordosten, Beaulon im Osten, Thiel-sur-Acolin im Süden, Lusigny im Südwesten sowie Chézy im Westen und Nordwesten.

## Bevölkerungsentwicklung
| Jahr                       | 1962 | 1968 | 1975 | 1982 | 1990 | 1999 | 2006 | 2013 | 2022 |
| Einwohner                  | 752  | 785  | 711  | 719  | 729  | 716  | 701  | 675  | 635  |
| Quellen: Cassini und INSEE |      |      |      |      |      |      |      |      |      |

## Sehenswürdigkeiten

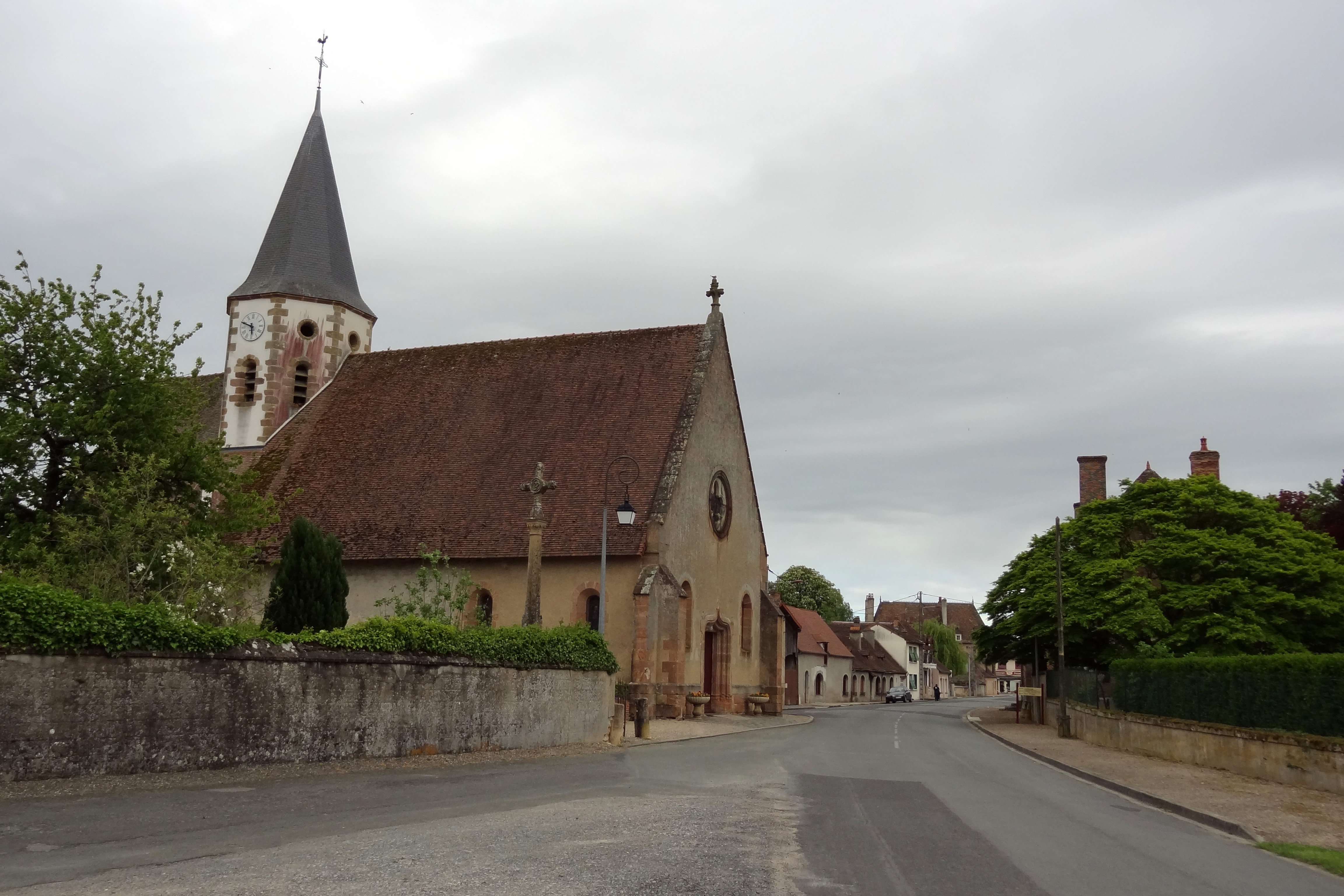
Kirche Saint-Sixte-Saint-Nazaire
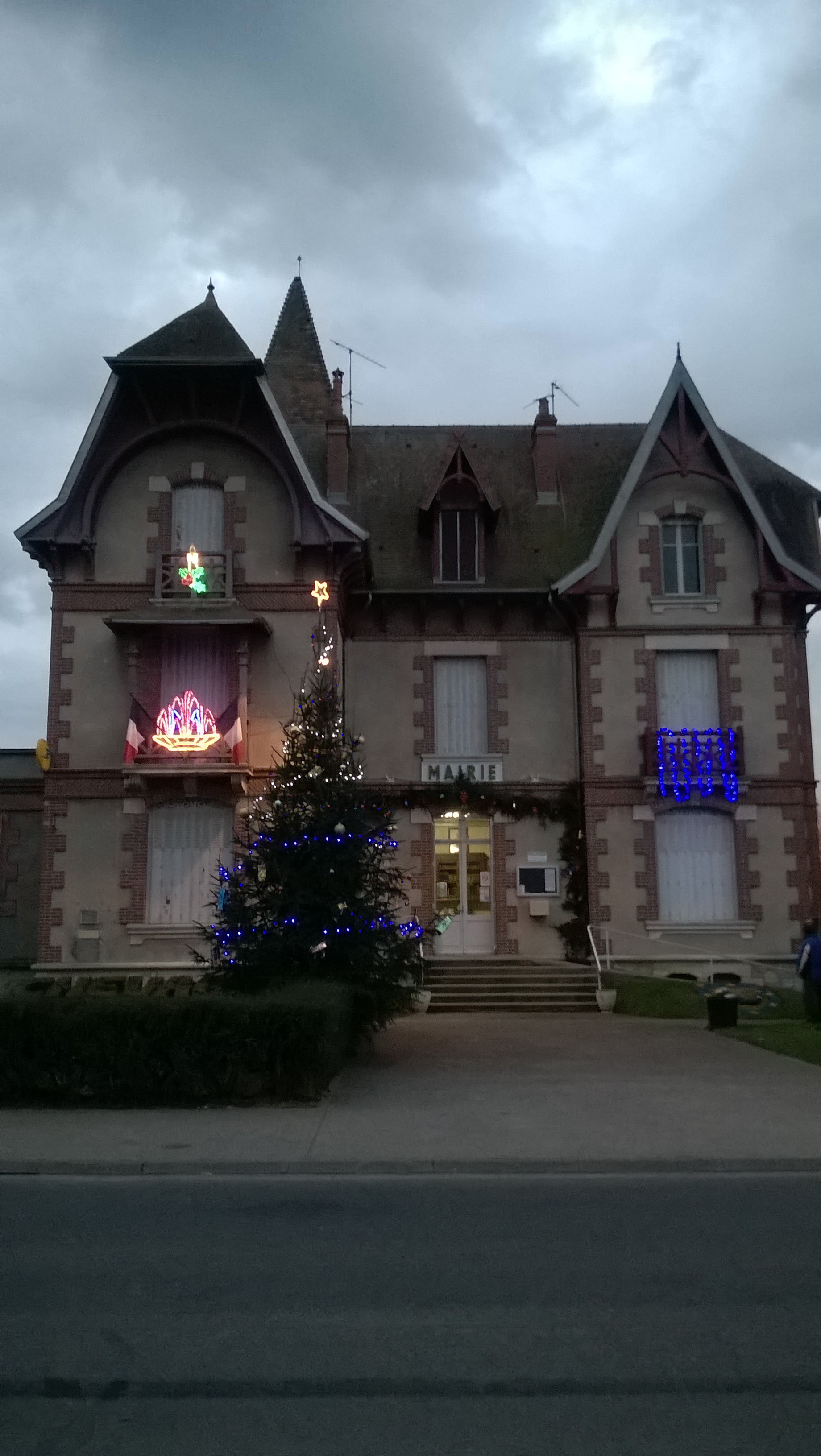
Mairie Chevagnes

- Schloss La Boube
- Schloss Le Pavillon
- Schloss La Chassaigne

- Kirche Saint-Sixte-Saint-Nazaire
- Mairie Chevagnes